# الحب وغيرها من الجرائم
الحب وغيرها من الجرائم هو فيلم من نوع دراما وكوميديا رومانسية أُصدر في 10 فبراير 2008. الفيلم من توزيع موزينت ‏، وهو من إخراج ستيفان ارسينيفيتش، أما السيناريو فكان من كتابة ستيفان ارسينيفيتش وسرديان كوليفيتش.

## القصة
تقع أحداث الفيلم في بلغراد.

## طاقم التمثيل
- Anita Mančić [الإنجليزية]‏
- Hanna Schwamborn [الإنجليزية]‏
- Ivana Vukčević  [لغات أخرى]‏
- Igor Pervić  [لغات أخرى]‏
- Feđa Stojanović [الإنجليزية]‏
- Vuk Kostić [الإنجليزية]‏
- Dušica Žegarac [الإنجليزية]‏
- انا ماركوفيتش  [لغات أخرى]‏
- Stela Ćetković  [لغات أخرى]‏
- Ljiljana Stjepanović  [لغات أخرى]‏
- Josif Tatić [الإنجليزية]‏
- Ljubomir Bandović [الإنجليزية]‏
- انيسا دوبرا [الإنجليزية]‏
- Semka Sokolović-Bertok [الإنجليزية]‏
- زوران سفينافتش
- ميلينا درافيتش

## الإنتاج
موسيقى الفيلم التصويرية كانت من تأليف Naked Lunch (Austrian band) ‏.

## وصلات خارجية
- الحب وغيرها من الجرائم على موقع IMDb (الإنجليزية)
- الحب وغيرها من الجرائم على موقع ألو سيني (الفرنسية)
- الحب وغيرها من الجرائم على موقع Turner Classic Movies (الإنجليزية)
- الحب وغيرها من الجرائم على موقع أول موفي (الإنجليزية)
- الحب وغيرها من الجرائم على موقع فيلمافينيتي (الإسبانية)
- الحب وغيرها من الجرائم على موقع قاعدة بيانات الفيلم (الإنجليزية)
- الحب وغيرها من الجرائم على موقع ليتربوكسد (الإنجليزية)
- الحب وغيرها من الجرائم على موقع كينوبويسك (الروسية)